# Alfa Romeo 350
Alfa Romeo 350 — грузовик средней величины, производимый итальянской автомобильной компанией Alfa Romeo. Данная версия была выпущена взамен 85 и 110 серии, и был на много легче своих предыдущих собратьев.

## Технические особенности
- Двигатель грузового автомобиля имел 6 цилиндров, в отличие от 80 и 110[1], а кабина, как и на предыдущих моделях была двухместная.
- Автомобиль оснащался двумя осями

## История
- Грузовой автомобиль был выпущен в 1935 году, на смену дорогих и тяжелых шеститонных Alfa Romeo 110.

- Грузовой автомобиль использовался в Италии строительными компаниями, а также использовался в роли коммерческого транспорта для перевозки крупногабаритных грузов.